# يا ظالمني (فلم)
يا ظالمنى فيلم دراما مصري للمخرج إبراهيم عمارة وكتب القصة والسيناريو والحوار الممثل والمؤلف محمد مصطفى سامي. الفيلم من بطولة صباح وحسين صدقي  وتدور الأحداث حول الشاب المدرس حديث التخرج الذي يتعرض لموقف يجعله يظن أنه المتسبب في موت رجل مسن مما يدفعه لمحاولة تعويض أسرة الضحية.
صدر الفيلم إلى دور العرض المصرية في 31 مايو 1954.
منح موقع قاعدة بيانات الأفلام العربية «السينما.كوم» الفيلم درجة 5.5/ 10.

## طاقم التمثيل
| - صباح: عفاف (طالبة في معهد الفتيات) - حسين صدقي: رؤوف عبد السلام (مدرس حديث التخرج) - محمود المليجي: حامد - منى داغر: سهام (شقيقة حامد) - لبلبة: الطفلة سعاد (شقيقة عفاف) - سناء جميل | - هيرمين - وداد حمدي: في دور نرجس (العالمة) - عزيز عثمان:يويو (المغني زوج العالمة نرجس). - زكي محمد حسن: مدير التياترو - كمال إمام - رفيعة الشال | - زكي إبراهيم: متولي رضوان (صراف دائرة الخربوطلي) - أمين وهبة - عبد الحميد زكي - عبد المنعم بسيوني - إبراهيم حشمت - محمد سليمان | - حسن أبو زيد: زكي (الطبال) - عبد العظيم كامل - عبد المنعم سعودي: موظف الدائرة - منير الفنجري: فنجري (الرقاق) - ثريا عز الدين |

## أغاني الفيلم
كلمات الأغاني: فتحي قورة
ألحان الأغاني: رياض السنباطي
(يا بنات المعهد - إيه أجمل من كده - حاضر يا خالتي - يارب ليه الزمن باع واشترى فينا - ساعدوني اللهي يخليكم)
ياللا قوام: تلحين يوسف صالح
لله يا سيادي: تلحين يوسف صالح
شاركت وداد حمدي الفنانة اللبنانية صباح في غناء «تراهنيني»، وأظهرت هذه الأغنية قدرات وداد حمدي، الغنائية بشكل مميز بعد أن قامت بالغناء بدون موسيقى مما جعلها تظهر قدراتها الصوتية.

## أحداث الفيلم
يتفق حامد (محمود المليجي) وشقيقته سهام (منى) على الاحتيال على الثرى المسن منير الخربوطلي. تتودد سهام إلى الثري حتى يحبها ويتزوجها وبعد شهر من الزواج يموت ولكي تضمن الثروة كلها تدعى الحمل، ويحضر لها شقيقها حامد طفلاً رضيعاً لتدعى انه ابنها. يقوم حامد بتزوير أوراق رسمية تمكنهم من كل الثروة. يعلم صراف الدائرة متولي رضوان (زكي إبراهيم) أبعاد المؤامرة ولذلك يقرر حامد التخلص منه فيرسله في مهمة للقاهرة لتوصيل مبلغ كبير. يصادف متولي في قطار الصعيد الشاب رؤوف عبد السلام (حسين صدقي) وهو المدرس حديث التخرج والمسافر لإستلام الوظيفة التي انتظرها طويلاً. يصاب متولي بنوبة ربو شديدة ويطلب من رؤوف أن يناوله الدواء من حقيبته، وحينما يجذبها رؤوف تسقط الحقيبة على رأس متولي ويفقد الوعي، ويظن رؤوف انه قد مات فيسارع بالهرب بينما يدخل بعد رحيله حامد ليستكمل خطته، ويقوم بخنق متولي وسرقة حقيبة النقود. تقوم الشرطة برفع البصمات من مكان جريمة خنق متولي والبحث عن صاحبها. كان لمتولى ابنتان الكبرى عفاف (صباح) الطالبة بمعهد الفتيات، والصغرى سعاد (لبلبة) وتضطرهم الظروف للعيش مع خالتهم العالمة نرجس (وداد حمدي) وزوجها يويو (عزيز عثمان). يتصادف أن عفاف هي تلميذة في الفصل الذي يدرس به رؤوف والذي ما أن علم أنها ابنة متولي، وهو الشخص الذي تسبب في موته، حتى يشعر بمسئوليته تجاهها ويريد مساعدتها. تحتاج نرجس إلى راقصة ومطربة، ولهذا تقوم بتدريب الصغيرة سعاد على الرقص، وتحاول جذب عفاف للغناء بمساعدة زكي الطبال (حسن أبو زيد)، وفنجري الرقاق (منير الفنجري) مما يجعل عفاف تهمل دروسها. تشتكي عفاف لرؤوف عن ظروفها فيقرر أن تحضر إلى منزله مع شقيقتها ليقدم لهم دروساً خصوصية، وما أن تعلم بذلك نرجس تقوم بتقديم ضد رؤوف شكوى للوزارة فيتم فصله من المدرسة، وفصل عفاف أيضاً. يتفق رؤوف مع عفاف على الزواج بعد انتهاء دراستها ويطلب منها تحمل خالتها بعض الوقت. تقوم سهام بتعيين رؤوف وكيلاً لدائرة الخربوطلي رغم أنف حامد الذي يسرق الدائرة بصفة دائمة. تتقرب سهام من رؤوف وتسعى للزواج به. تقوم سهام بالإيقاع بين رؤوف وعفاف، وتطلب منها الابتعاد عنه. تصطحب عفاف شقيقتها وتسافر للإسكندرية في مكان مجهول، وتتفق مع نرجس ان تخبر رؤوف انها تزوجت من خميس ابن عمها في المنصورة. يقترب رؤوف من الزواج من سهام ولكن وبالصدفة يلتقي بسعاد ويعرف منها الحقيقة. يلتقي رؤوف بعفاف ويتفق معها على الزواج ويواجه سهام بمؤامرتها ويقدم لها استقالته ولكن حامد يرسل خطاباً من مجهول إلى النيابة بأن رؤوف هو صاحب بصمات القطار. يتم القبض على رؤوف في يوم زفافه على عفاف التي تذهب إلى سهام وترجوها إنقاذه فيستيقظ ضميرها وتقدم على الاتصال بالنيابة ولكن حامد يحاول قتلها فتدفعه عفاف من الخلف فيسقط سلاحه أرضاً، وتلتقطه سهام وتطلق عليه الرصاص فقتلته. تعترف سهام بكل شيء أمام وكيل النيابة (عبد المنعم بسيوني).

## روابط خارجية
- مقالات تستعمل روابط فنية بلا صلة مع ويكي بيانات